# Duje Čop
Duje Čop, född 1 februari 1990 i Vinkovci, Jugoslavien (nuvarande Kroatien), är en kroatisk professionell fotbollsspelare som spelar som anfallare i belgiska Standard Liège och Kroatiens herrlandslag i fotboll.